# Pterostylis pedunculata
Pterostylis pedunculata  (лат.) — вид однодольных растений рода Птеростилис (Pterostylis) семейства Орхидные (Orchidaceae). Впервые описан британским ботаником Робертом Броуном в 1810 году.
Синонимичное название — Pterostylis semirubra F.Muell..

## Распространение и среда обитания
Эндемик Австралии, известный с юго-востока страны и острова Лорд-Хау.
Растёт на влажных защищённых прибрежных участках.

## Ботаническое описание
Клубневой геофит.
Травянистое растение; наземная орхидея со стеблем высотой до 25 см.
Листья полосчатые или морщинистые, формой от яйцевидных до продолговатых, собраны в розетки по 2—6 листьев.
Цветки бело-зелёные с особым шлемовидным лепестком (galea) красновато-коричневого или чёрного цвета; губа прямая, тупоконечная, тёмно красно-коричневого цвета.
Цветёт с июля по ноябрь.